# Brachyodynerus djebaili
Brachyodynerus djebaili är en stekelart som beskrevs av Giordani Soika 1983. Brachyodynerus djebaili ingår i släktet Brachyodynerus och familjen Eumenidae. Inga underarter finns listade.